# Bjurfors (Skellefteå)
Bjurfors is een plaats in de gemeente Skellefteå in het landschap Västerbotten en de provincie Västerbottens län in Zweden. De plaats heeft 58 inwoners (2005) en een oppervlakte van 31 hectare. Net ten zuiden van de plaats loopt het riviertje de Finnforsån.